# Pośrednia Rywocińska Turnia
Pośrednia Rywocińska Turnia (słow. Prostredný Oštep, niem. Hinterer Kohlbachtalturm, węg. Hátsó Tarpataki torony) – turnia w grupie Rywocin o wysokości ok. 1845 m n.p.m. znajdująca się w słowackiej części Tatr Wysokich. Od Wielkiej Rywocińskiej Turni oddziela ją Pośrednia Rywocińska Przełęcz, a od Skrajnej Rywocińskiej Turni – Skrajna Rywocińska Przełęcz. Podobnie jak na inne obiekty w grani Rywocin i Zimnowodzkiej Grani, nie prowadzą na jej wierzchołek żadne znakowane szlaki turystyczne.
Pośrednią Rywocińską Turnię zwano niegdyś Zadnią Rywocińską Turnią.

## Historia
Pierwsze wejścia turystyczne:
- Alfred Martin, 21 lipca 1907 r. – letnie,
- Gyula Komarnicki, Valter Delmár i 17 żołnierzy, w latach 1915-1920 r. – zimowe.